# Gran mufti di Gerusalemme
Il gran mufti di Gerusalemme è la suprema autorità giuridica islamica sunnita responsabile della corretta gestione dei Luoghi Santi islamici di Gerusalemme, inclusa la Moschea al-Aqsa. I musulmani sunniti generalmente considerano il Gran Mufti come la suprema autorità giuridica-religiosa a Gerusalemme e del popolo arabo-musulmano in Palestina.

## Storia
Il gran mufti di Gerusalemme ha sempre avuto una posizione ufficiale, di nomina governativa. Tuttavia la natura del governo legittimato alla sua nomina è variata molto nel tempo. L'introduzione del suffisso "Gran" così come molti dei poteri accordati in epoca moderna alla figura del "gran mufti di Gerusalemme" sono riconducibili al 1919 e più in generale alla fase successiva all'occupazione britannica della Palestina.
Il primo gran mufti, Muhammad Ṭāhir al-Husaynī, fu nominato dall'Impero ottomano, che governava la Palestina negli anni sessanta del XIX secolo. Quando al-Husaynī morì nel 1908, suo figlio Kāmil al-Husaynī gli succedette e servì con l'approvazione delle autorità britanniche una volta che Londra ebbe preso il controllo di Gerusalemme. Tuttavia, durante la prima guerra mondiale, l'Impero ottomano reclamò che al-Husaynī era un ostaggio britannico e che Asʿad Shuqayrī dovesse essere il legittimo gran mufti.

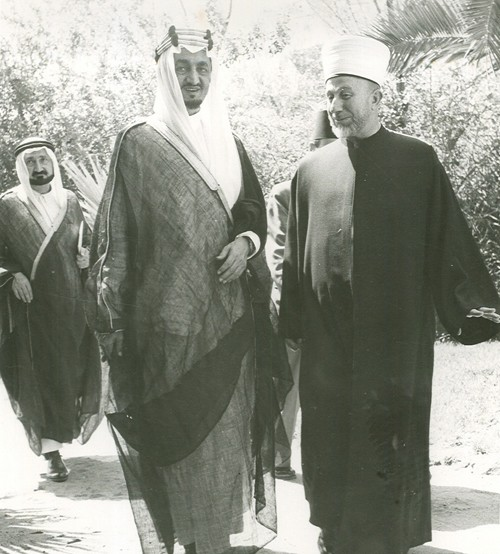
Il gran mufti Amin al-Husseini (a destra) con il principe Faisal

Quando Kāmil al-Husaynī morì, a lui succedette il fratello Muhammad Amīn al-Husaynī, che fu nominato dall'Alto Commissario britannico, Herbert Samuel. Ciò fu fatto malgrado il fatto che Amīn al-Husaynī avesse combattuto a fianco dell'Impero ottomano contro il Regno Unito nel corso della guerra. Negli anni '30 si avvicinò all'Italia fascista e durante la seconda guerra mondiale sostenne la Germania nazista. Finita la guerra si rifugiò in Svizzera, fu arrestato brevemente in Francia ed esiliato dagli inglesi in Egitto, che però rifiutarono di incriminarlo per crimini di guerra come richiesto dalle organizzazioni ebraiche. Sostenitore di un esercito palestinese nella guerra araba contro Israele nel 1948, dopo che la Giordania ebbe occupato Gerusalemme, re Abd Allah I di Giordania rimosse l'ingombrante al-Husayni dal suo incarico, vietandogli di tornare a Gerusalemme dall'esilio, e nominò Hussām al-Dīn Jār Allāh gran mufti.
Quando Jār Allāh morì nel 1954, nessun gran mufti fu nominato per quasi 40 anni, fino al 1993.
Nel 1993, col trasferimento del controllo dei luoghi santi islamici di Gerusalemme ai Palestinesi, il presidente del Comitato Esecutivo dell'Organizzazione per la Liberazione della Palestina, Yasser Arafat, nominò Sulaymān Jaʿbarī gran mufti. Quando questi morì nel 1994, Arafat nominò ʿIkrima Saʿīd Ṣabrī.
Ṣabri fu rimosso dalla carica nel 2006 dal Presidente dell'Autorità Nazionale Palestinese Mahmūd ʿAbbās, che era stato messo al corrente che Ṣabri era coinvolto pesantemente in questioni politiche ostili alla dirigenza dell'ANP. ʿAbbās nominò Muhammad Ahmad Husayn, considerato politicamente moderato. Tuttavia, poco dopo questa nomina, Husayn rilasciò alcune dichiarazioni che sottintendevano che il suicidio mediante esplosivi fosse una tattica accettabile per i palestinesi da impiegare contro gli israeliani.
Il 9 gennaio 2012, durante la commemorazione del 47º anniversario della fondazione di Fatah, il gran mufti Husayn ha citato un hadith attribuito al Profeta che incitava alla caccia all'ebreo, venendo criticato dal presidente israeliano Netanyahu e indagato dal governo israeliano.
L'8 maggio 2013, il gran mufti è stato arrestato dalle autorità israeliane per asseriti legami con le rivolte palestinesi concernenti la disputa sulla Monte del Tempio/Spianata delle Moschee.
Il 25 ottobre 2015, il gran mufti ha negato che la Moschea al-Aqsa sorgesse sulle rovine del Tempio di Gerusalemme, sostenendo che essa era una moschea "3.000 anni fa come 30.000 anni fa" e "fin dalla creazione del mondo", essendo stata "costruita da Adamo o dagli angeli al suo tempo." 

## Lista
- Ḥasan ibn ‘Abd al-Laṭīf al-Ḥusayni, dal 1781 al 1806
- Muhammad Salih al-Imam, dal 1807 al 1828
- Muḥammad Fadil Jārallāh, dal 1828 al 1856
- Muhammad Ṭāhir al-Husaynī dagli anni 1860 al 1908 (nominato dall'Impero ottomano)
- Kamil al-Husayni dal 1908 al 1921 (durante la prima guerra mondiale (1914–1918), l'Impero ottomano pretese che il Mufti fosse Asʿad Shuqayrī)
- Muhammad Amīn al-Husaynī dal 1921 al 1948 (nominato dal Commissario britannico)
- Hussām al-Dīn Jār Allāh dal 1948 al 1954 (nominato dal re di Giordania)
- Saad al-Alami dal 1954 al 1992[8][9] (nominato dal Waqf di Gerusalemme)
- Sulaymān Jaʿbarī dal 1993 al 1994 (nominato dall'OLP)
- ʿIkrima Saʿīd Ṣabrī da ottobre 1994 a luglio 2006 (nominato dall'ANP)
- Muhammad Ahmad Husayn da luglio 2006 ad oggi.